# دوپسیک
دوپسیک (انگلیسی: Dopesick) یک مینی‌سریال درام ساخته شده توسط دنی استرانگ بر اساس کتاب دوپسیک اثر بث میسی می باشد. این مجموعه تلوزیونی در ۱۳ اکتبر ۲۰۲۱ در هشت قسمت توسط هولو پخش شد.

## بازیگران
- مایکل کیتون در نقش دکتر ساموئل فینیکس
- پیتر سارسگارد در نقش ریک مونت کستل
- مایکل استولبارگ در نقش ریچارد سکلر
- ویل پولتر در نقش بیلی کاتلر
- کیتلین دیور در نقش بتزی مالوم
- رزاریو داوسون در نقش بریج میر
- جک مک‌دورمن در نقش جان ال بونلی
- ری مک‌کینون در نقش جری مالوم
- کلوپاترا کولمن در نقش گریس پل
- رائول اسپارزا در نقش پل مندلسون
- ویل چیس در نقش مایکل فریمن
- فیلیپا سو در نقش امبر کالینز
- میر وینینگهم در نقش دیان مالوم
- جیمی ری نیومن در نقش کیت سکلر
- ربه‌کا ویساکی در نقش سینتیا مک کورمیک
- میگن فی در نقش بث دیویس